# تک-این (گروه موسیقی)
تک-این (به انگلیسی: Teach-In) گروه موسیقی هلندی است.
آن‌ها در سال ۱۹۷۵ برنده مسابقه یوروویژن شدند.

### تاریخچه
این گروه در سال ۱۹۶۷ در Enschede شکل گرفت. ترکیب اولیه این گروه هیلدا فیلیکس، هنک وسندورپ، جان اسنوورینک، فرانس شاددلی، کوز ورشتدیگ و رودی نیژوییس بوند.